# Pietraporzio
Pietraporzio (pronuncia Pietrapòrzio, /pjɛtraˈpɔrʦjo/; Peiropurch in piemontese, Pèirapuerc in occitano) è un comune italiano di 67 abitanti della provincia di Cuneo in Piemonte.

## Geografia fisica
È situato in Val Stura, lungo il fiume omonimo, a una quindicina di chilometri dal colle della Maddalena (confine di stato con la Francia).

## Storia

### Simboli
Lo stemma e il gonfalone sono stati concessi con decreto del presidente della Repubblica del 5 dicembre 1984.
Il gonfalone è un drappo partito di bianco e di azzurro.

## Monumenti e luoghi di interesse
- Ecomuseo della pastorizia.
- Chiesa di Santo Stefano Protomartire

## Società

### Evoluzione demografica
Abitanti censiti

## Amministrazione
Di seguito è presentata una tabella relativa alle amministrazioni che si sono succedute in questo comune.
| Periodo        | Periodo        | Primo cittadino         | Partito                                                        | Carica  | Note  |
| -------------- | -------------- | ----------------------- | -------------------------------------------------------------- | ------- | ----- |
| 20 giugno 1985 | 26 maggio 1990 | Marco Frigerio          | lista civica                                                   | Sindaco | [ 7 ] |
| 26 maggio 1990 | 24 aprile 1995 | Marco Frigerio          | Partito Comunista Italiano, Partito Democratico della Sinistra | Sindaco | [ 7 ] |
| 24 aprile 1995 | 14 giugno 1999 | Marco Fiorenzo Frigerio | Partito Democratico della Sinistra                             | Sindaco | [ 7 ] |
| 14 giugno 1999 | 14 giugno 2004 | Paolo Bottero           | -                                                              | Sindaco | [ 7 ] |
| 14 giugno 2004 | 8 giugno 2009  | Paolo Bottero           | lista civica                                                   | Sindaco | [ 7 ] |
| 8 giugno 2009  | 26 maggio 2014 | Marco Fiorenzo Frigerio | lista civica                                                   | Sindaco | [ 7 ] |
| 26 maggio 2014 | in carica      | Marco Fiorenzo Frigerio | lista civica: alpes                                            | Sindaco | [ 7 ] |

### Altre informazioni amministrative
Il comune faceva parte della Comunità montana della Valle Stura.

## Sport
Nella frazione di Pontebernardo è cresciuta la sciatrice di fondo Stefania Belmondo.